# Тиразија
Тиразија је једно острва у групацији Киклада у Грчкој. Управно острво припада округу Киклади и Периферији Јужни Егеј. Оно спада у тзв. мања острва Санторинија, где је највеће, и припада општини Оја са седиштем на Санторинију.
Острво се налази неколико километара западно од Санторинија и има око 9 km². Настало је после ерупције старог Санторинија, када се од оделило до главног „копна“ (данас Санторини).
На острву живи мање од 300 становника по последњем попису и они су распоређени у неколико малих насеља, од којих је Тиразија највеће (1/2 становништва).